# Daniel Tammet
Daniel Tammet, születési nevén Daniel Paul Corney (London, 1979. január 31. –) brit író és savant.
Önéletrajzát gyermekkoráról és ifjúságáról Born on a Blue Day (2006) címmel írta meg, ami magyarul Kék napon születtem címen jelent meg. 2008-ban az American Library Association Young Adult Library Services magazinja a "Best Book for Young Adults"  díjjal tüntette ki. Második könyvét Embracing the Wide Sky címmel írta, ami 2009-ben Franciaország egyik legkelendőbb könyve lett. Harmadik könyvét Thinking in Numbers címmel a  Hodder & Stoughton adta ki 2012-ben az Egyesült Királyságban. Az Amerikai Egyesült Államokban és Kanadában a Little, Brown and Company jelentette meg 2013-ban. A könyvek több mint 20 nyelven érhetők el.
A Royal Society of Arts tagja 2012 óta. Asperger-szindrómás savant.

## Élete

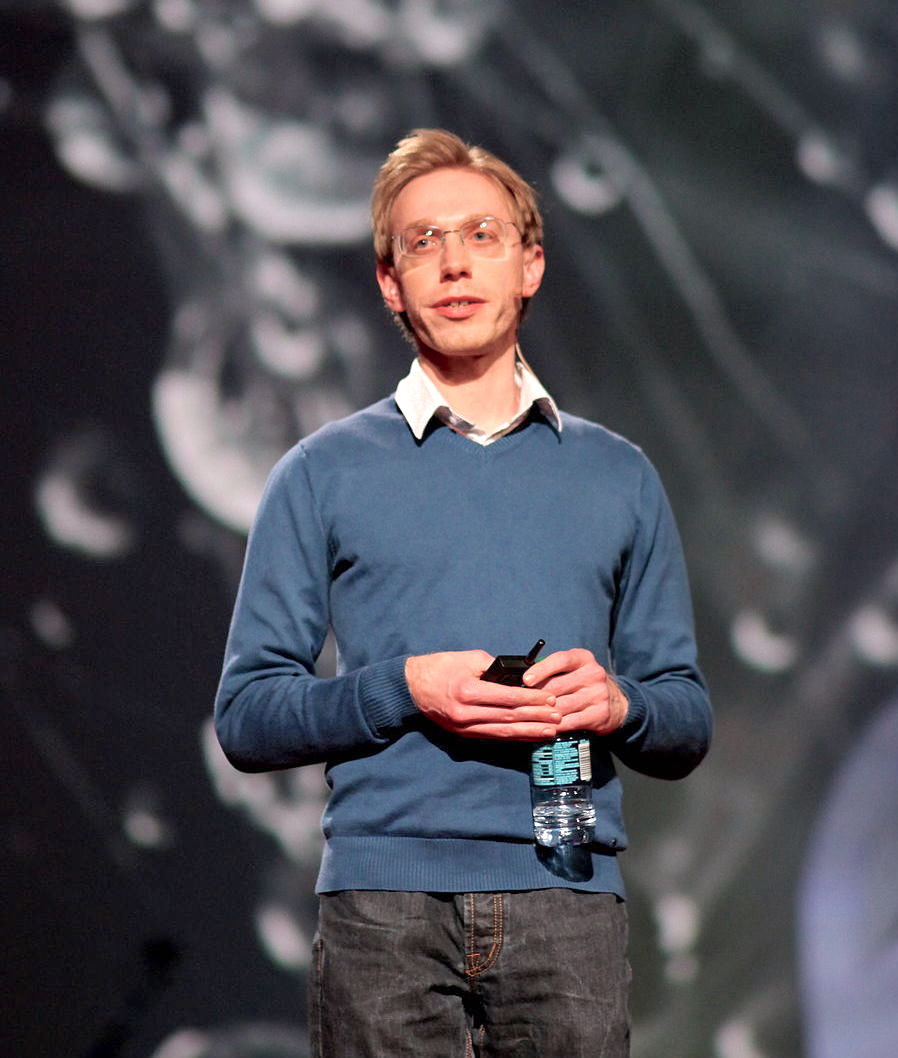
Tammet a TED konferencián 2011-ben

Tammet Daniel Paul Corney néven született, kilenc gyermek közül a legidősebbként. Kelet-Londonban, Barking and Dagenhamban nevelkedett. Kisgyermekként epilepsziás rohamoktól szenvedett, melyeket orvosi kezelés követett.
Londonban születési nevén részt vett két memória-világbajnokságon is, egyszer 1999-ben, a 11. helyet érve el, és 2000-ben a 4. helyen végzett.
Születési nevét azért változtatta meg, mivel nem illeszkedett ahhoz, ahogy látta magát. Az észt Tammet név jelentése: tölgyfák.
Huszonöt éves volt, amikor Simon Baron-Cohen a Cambridge-i Egyetem Autizmus Kutatóközpontjában Asperger-szindrómát diagnosztizált nála. A száznál is kevesebb olyan savant egyike, akiknek képességei még ép embernél is csodálatra méltóak lennének.
Dokumentumfilm készült róla Extraordinary People: The Boy with the Incredible Brain címmel,  melyet 2005. május 23-án közvetített a Channel 4.
Kapcsolata Neil Mitchell szoftverfejlesztővel 2000-ben kezdődött. Kentben laktak.  Mitchell-lel közösen működtették az Optimnem online e-learning társaságot. 
Tammet 2016-ban Párizsban lakott férjével, Jérôme Tabet fényképésszel, akivel önéletrajza reklámozása során ismerkedett meg.
Tammet BA-fokozatot szerzett az Open Egyetemen.

## Karrierje
2002-ben indította Optimnem weboldalát, amely nyelvtanfolyamokat nyújt, 2007-ben spanyol és francia nyelvhez volt elérhető. 2006 óta az Egyesült Királyság National Grid for Learning akkreditált tagja.
A Born on a Blue Day nemzetközi kritikai érdeklődést és pozitív kritikát kapott. A Booklist magazin résztvevő kritikusa, Ray Olson szerint Tammet önéletrajza ugyanolyan érdekfeszítő, mint Benjamin Frankliné és John Stuart Millé, továbbá Hemingway mellett a legtisztább prózát alkotta meg. A Kirkus Reviews szerint túllépte a fogyatékossági memoár műfaji határait.
A könyv kapcsán Tammet tévé és rádió talk show-kban és speciális adásokban vett részt, köztük a 60 Minutes és a Late Show with David Lettermanban. 2007 februárjában a  BBC Radio 4 Book of the Week című műsorában szerepelt a könyv az Egyesült Királyságban.
A második könyv, az Embracing the Wide Sky 2009-ben jelent meg.  Allan Snyder, a Syndney Egyetem Centre for the Mind intézetének igazgatója, a művet monumentálisnak és rendkívüli teljesítménynek értékelte. Tammet szerint a savant képességek nem természetfölöttiek, hanem a szavakról és számokról való természetes, ösztönös képességek túlnövése. Azt sugallja, hogy a savant agyak bizonyos mértékig újraedzhetők, és a többségi agyak is megtanulhatnak bizonyos savant képességek kifejlesztését.
A Thinking in Numbers egy esszégyűjtemény. Megjelent 2012-ben. A BBC Radio 4 Book of the Week című sorozatában szerepelt az Egyesült Királyságban.
Tammet lefordította franciára Les Murray néhány versét. A gyűjtemény Franciaországban 2014-ben jelent meg a L'Iconoclaste kiadásában.
Az első regény Mishenka címmel 2016-ban jelent meg Franciaországban és Quebecben.
Az Every Word Is a Bird We Teach to Sing egy esszégyűjtemény a nyelvről, és 2017-ben jelent meg az Egyesült Királyságban, az Amerikai Egyesült Államokban és Franciaországban. A The Wall Street Journal számára készült kritikájában Brad Leithauser megjegyezte, hogy ami a műfajt illeti, valami új és lenyűgöző az, ami ezekben a könyvekben van, és hogy a nyelvet úgy ragadta meg, és olyan szókincset használt, hogy azt bármely költő megirigyelné.
A Portraits egy kétnyelvű első versgyűjtemény, ami franciául és angolul jelent meg 2018-ban.
A Fragments de paradis eredetileg egy nem hívő baráthoz íródott levél. Franciául jelent meg Kanadában 2020-ban.2020.

## Kutatási alany

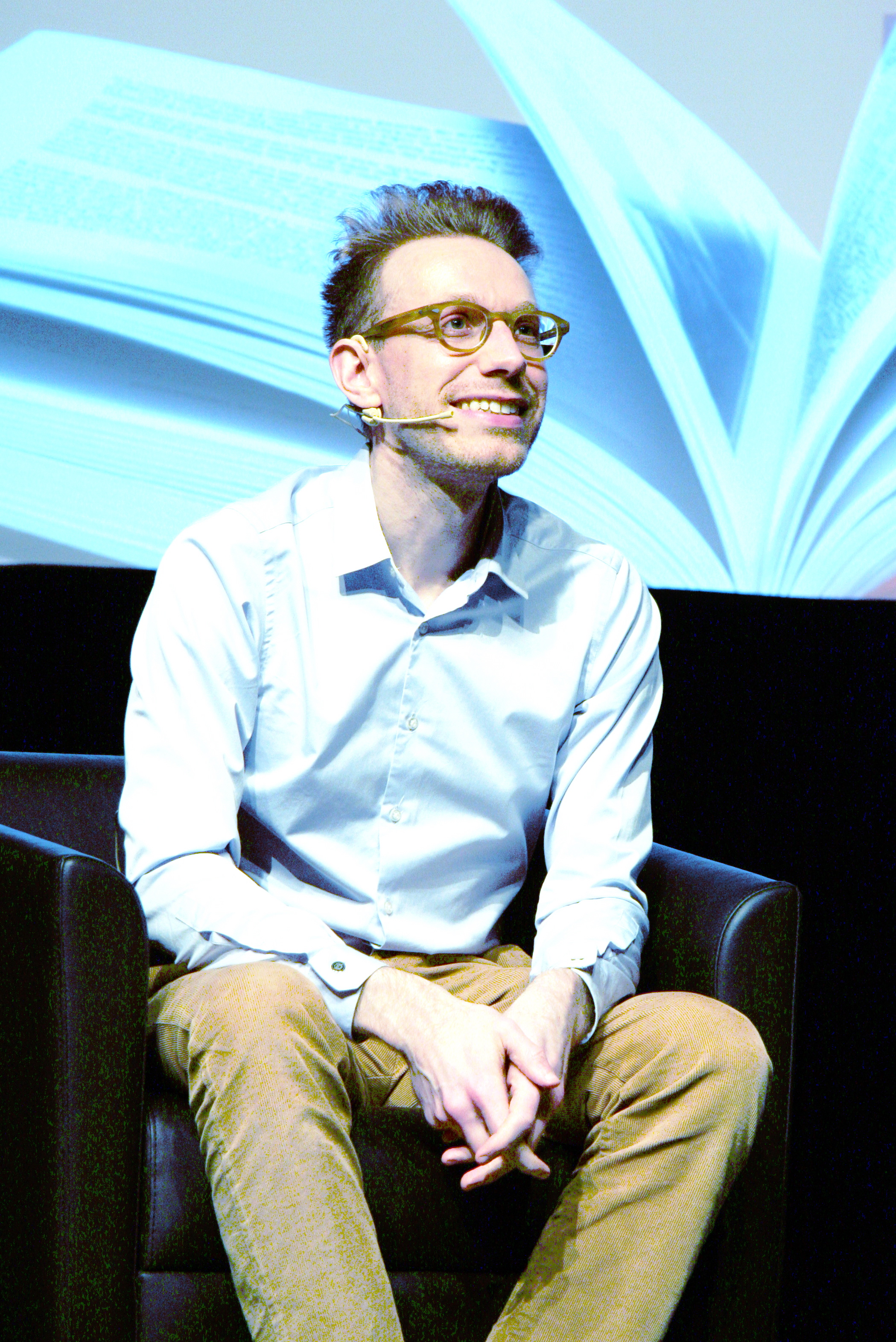
Tammet Montrealban 2016-ban

A memória-világbajnokságok után Tammet részt vett egy csoporttanulmányban, melyet a Nature Neuroscience újévi száma jelentetett meg 2003-ban. A kutatás célja a memória-világbajnokság részt vevőinek kiváló emlékezőképességének oka volt. A részt vevők azt állították, hogy kódolták az információt csak azért, hogy jobban emlékezhessenek rá. A tanulmány szerint nem az értelmi képességek vagy az agyszerkezet okozta a kiváló emlékezőképességet.
Az Autizmus Kutatóközpontban 2005-ben Baron-Cohen és társai tovább tesztelték képességeit. Úgy találták, hogy a "Test of Genuineness-Revised" alapján szinesztéziája van. A rövid távú memóriatesztek alapján kiválóan végzett: az átlagos 6,5 helyett 11,5-es eredményt ért el, ami azt jelenti, hogy átlagosan ennyi számjegyet tudott biztonsággal felidézni. Ezzel szemben arcmemóriája egy 6-8 éves gyerekéhez hasonlított. A szerzők lehetségesnek tartották, hogy kiváló emlékezőképessége adódhat abból, hogy Asperger-szindrómásként felhasználta szinesztéziáját, vagy pedig abból, hogy további mnenotechnikákat használt.
Egy újabb tanulmány kellett ahhoz, hogy megválaszolja a 2005-ben nyitva hagyott kérdést. Ezt Baron-Cohen, Bor és Billington publikálta 2008-ban. Arra jutottak, hogy a képességeket magyarázhatja a bal prefrontális kéreg hiperaktivitása, ami tulajdonítható Asperger-szindrómájának és szinesztéziájának. A  Navon-tesztben a nem autisztikus kontrollszemélyekhez képest Tammet gyorsabban talált meg egy célpontot lokális szinten, és figyelmét kevésbé vonta el a globális szint. Egy fMRI scant használó vizsgálatban megállapították, hogy Tammetnél nem aktiválódott az elsődleges látókérgen kívüli agyterület, ahogy szinesztézia esetén az várható. Ez arra utal, hogy az ő szinesztéziája egy szokatlanabb, inkább a fogalmakhoz kapcsolódó, magasabb absztrakción szinten működő típushoz tartozik. Egy Cerebral Cortexben publikált cikkben (2011) Jean-Michel Hupé a Toulouse Egyetemen vizsgált tíz szinesztétában fMRI-vel nem figyelte meg a színnel foglalkozó területek aktiválódását szinesztéziát kiváltó inger esetén. Hupé szerint a szinesztéziás színeket nem az agy színrendszere váltja ki, hanem egy komplex konstrukció eredménye, ami magában foglalja nemcsak a formát, hanem a nyelvet, a jelentést, az érzelmeket és az emlékezetet.
Joshua Foer, az Amerikai Egyesült Államok korábbi memóriabajnoka és tudományos újságíró Moonwalking with Einstein (2011) című könyvében arról gondolkodik, hogy Tammet tanulmányozása konvencionális mnenotechnikák szempontjából hozzájárult savant emlékezőképességéhez. Míg elfogadja, hogy Tammet képességei még ép embernél is csodálatra méltóak lennének, szerinte ezek a képességek a mnenotechnikák intenzív használatából adódnak, nem pedig abból, hogy a többségétől eltérően fejlődött az agya. A könyvet  Alexandra Horowitz pszichológus kritizálta, és azt írta, hogy ezek az elképzelések a könyv néhány hibája közé tartoznak. Megkérdőjelezte, hogy számítana, hogy használ-e ilyen technikákat vagy nem.

## Képességei
Képességeit sokat tanulmányozták brit és amerikai kutatók. Több tudományos lapban is cikkek jelentek meg róla. Az Ausztrál Nemzeti Egyetem munkatársa, Allan Snyder szerint a savantok rendszerint nem tudják elmondani, hogy milyen folyamatok zajlanak le bennük. Azok csak megtörténnek. Daniel azonban le tudja írni, hogy mint lát belülről. Ő lehetne a Rosetta-kő.
Tammet számára 10 000-ig minden pozitív egésznek saját alakja, textúrája, színe és tapintása van. A 289 különösen csúnya, a 333 különösen szép. Néhány más számról is van hasonló képe, így a pi kifejezetten gyönyörű. A 6-os szám nagyon apró, gyakran eltűnik, ezzel szemben a 9 nagy, toronyszerű, félelmetes. A 117 jóképű szám. Magas, nyurga, egy kissé ingatag.  Ezt a leírást David Lettermannak adta a  Late Show with David Letterman műsorban. Memoárjában ír a számokhoz és a szavakhoz kapcsolódó érzelmi és szinesztéziás válaszokról.
2004 március 14-én Európa-rekordot állított fel azzal, hogy emlékezetből elsorolta a pi első 22 514 számjegyét. Ez öt órába és kilenc percbe telt. 2016 április 16-án a Radio Classique-on adott francia talk showban elmondta, hogy az esemény inspirálta  Kate Bush Pi című dalát az  Aerial albumon.
Poliglott. A Born on a Blue Day önéletrajzában tizenegy nyelv ismeretéről ír: angol, észt, finn, francia, német, litván, eszperantó, spanyol, román, izlandi és walesi. Az  Embracing the Wide Skyban írja, hogy egy hétbe telt, mire megtanult izlandiul beszélgetni. és a RÚV Kastljós című műsorában interjút is adott izlandiul.

## Művei

### Nem fikciós
- Born on a Blue Day (2006)
- Embracing the Wide Sky (2009)
- Thinking in Numbers (2012)
- Every Word Is a Bird We Teach to Sing (2017)
- Fragments de paradis (2020), franciául

### Regények
- Mishenka (2016), franciául

### Versek
- Portraits (2018), kétnyelvű (angol / francia)

### Esszék
- "What It Feels Like to Be a Savant" az Esquire magazinban (2005 augusztusa)
- "Open Letter to Barack Obama" az The Advocate magazinban (2008 december)
- "Olympics: Are the Fastest and Strongest Reaching Their Mathematical Limits?" a The Guardianban (2012 augusztusa)[47]
- "What I'm Thinking About ... Tolstoy and Maths" a The Guardianban (2012 augusztusában)[48]
- "The Sultan's Sudoku" az Aeon digitális magazinban (2012 december)[49]
- "Languages Revealing Worlds and Selves" a The Times Literary Supplementben (2017 szeptember)[50]

### Fordítások
- C'est une chose sérieuse que d'être parmi les hommes (2014), Les Murray verseinek fordítása franciára

### Előszók
- Islands of Genius (2010), Darold A. Treffert

### Dalok
- 647: Florent Marchettel közös dala a Bamby Galaxy albumban (2014 január)[51]

### Rövid filmek
- The Universe and Me (2017) a francia Thibaut Buccellatoval közösen.[52]

### Mänti
A mänti egy mesterséges nyelv, melyet Tammet 2006-ban publikált. A mänti szó a finn nyelvből származik, és fenyőfát jelent. A mänti szókincse és nyelvtana a finnségi nyelvekére épül.

## Díjak
- American Library Association Booklist magazin "Editors' Choice Adult Books" (2007) a "Born on a Blue Day"ért[54]
- The Sunday Times "Top Choice of Books" a Born on a Blue Dayért[6]
- American Library Association Young Adult Library Services magazin Best Books for Young Adults" (2008)[2]
- Ann Arbor/Ypsilanti Reads Archiválva 2016. január 11-i dátummal a Wayback Machine-ben. "Selection for 2012" (2011)[55]
- Fellow of the Royal Society of Arts (2012)[5]
- American Library Association Booklist magazin "Editors' Choice Adult Books" (2017) az "Every Word Is a Bird We Teach to Sing"ért[56]
- New Zealand Listener The 100 Best Books of 2017 az "Every Word Is a Bird We Teach to Sing"ért[57]

## Fordítás
Ez a szócikk részben vagy egészben  a   Daniel Tammet című angol Wikipédia-szócikk fordításán alapul.  Az eredeti cikk szerkesztőit annak laptörténete sorolja fel. Ez a jelzés csupán a megfogalmazás eredetét és a szerzői jogokat jelzi, nem szolgál a cikkben szereplő információk forrásmegjelöléseként.